# Reazione di Bray-Liebhafsky
La reazione di Bray-Liebhafsky è una reazione oscillante originariamente descritta in fase omogenea.
William C. Bray descrisse nel 1921 un genere di reazione in fase omogenea, fino allora poco conosciuto e poco indagato, in cui le concentrazioni delle specie che vi partecipavano avevano variazioni periodiche e il sistema era in condizioni lontane dall'equilibrio termodinamico. Egli realizzò la decomposizione catalitica del perossido di idrogeno in presenza di iodato, IO3-, e condotta in ambiente acido. La reazione fu poi ripresa dal suo studente Herman A. Liebhafsky e assunse quindi la denominazione conosciuta. La pubblicazione scientifica del lavoro di Bray e Liebhafsky non fu degnata di molta attenzione e addirittura fu anche osteggiata; alcuni studiosi contemporanei ritennero che il carattere "oscillante" fosse dovuto alla presenza di impurezze solide sulla cui interfaccia avvenivano tali reazioni.

## Meccanismo di reazione
La reazione complessiva è costituita da intermedi radicalici e non radicalici. Una caratteristica fondamentale del sistema risiede nel potenziale di riduzione di H2O2, sia la riduzione a iodio dello iodato
{\displaystyle \mathrm {5\;H_{2}O_{2}+2\;IO_{3}^{-}+2\;H^{+}\longrightarrow I_{2}+5\;O_{2}+6\;H_{2}O} }
che l'ossidazione dello iodio a iodato
{\displaystyle \mathrm {5\;H_{2}O_{2}+I_{2}\longrightarrow 2\;IO_{3}^{-}+2\;H^{+}+4\;H_{2}O} } .
Da queste due reazioni si evince il carattere oscillante del sistema chimico considerato, evidenziabile dalle variazioni di colore assunte dalla salda d'amido. Un aumento della temperatura tende a far aumentare il periodo di oscillazione.
La reazione totale di decomposizione è
{\displaystyle \mathrm {2\;H_{2}O_{2}\longrightarrow 2\;H_{2}O+O_{2}} } .